# Michał Zołoteńko
Michał Zołoteńko (ur. 21 marca 1979 w Tczewie) – polski piłkarz ręczny, grający na pozycji rozgrywającego, przez większość kariery zawodnik Wisły Płock. Jest wychowankiem klubu Sambor Tczew.
W drużynie z Płocka debiutował w 5 września 1998 roku. Po sezonie 2012/2013 zakończył karierę sportową.

## Osiągnięcia
- Mistrzostwo Polski: 2002, 2004, 2005, 2006, 2008, 2011
- Wicemistrzostwo Polski: 1999, 2000, 2001, 2003, 2007, 2009, 2012, 2013
- Brązowy medal Mistrzostw Polski: 2010
- Puchar Polski: 1999,2001,2005, 2007, 2008

## Mecze wWiśle
- sezon 1999/2000 – 31 meczów/82 bramki
- sezon 2001/2002 – 26 meczów/78 bramek
- sezon 2002/2003 – 27 meczów/115 bramek
- sezon 2003/2004 – 19 meczów/40 bramek
- sezon 2004/2005 – 24 mecze/89 bramek
- sezon 2005/2006 – 24 mecze/83 bramki
- sezon 2006/2007 – 18 meczów/68 bramek
- sezon 2007/2008 – 30 meczów/78 bramek
- sezon 2008/2009 – 33 mecze/131 bramek
- Łącznie – 232 mecze/764 bramki